# BMW Foundation Herbert Quandt
Die BMW Foundation Herbert Quandt ist eine deutsche Stiftung, die 2016 aus dem Zusammenschluss der bisherigen Stiftungen der BMW Group, der BMW Stiftung Herbert Quandt und der Eberhard von Kuenheim Stiftung entstand, um nach eigenen Angaben weltweit mit ihren Aktivitäten die Nachhaltigen Entwicklungsziele der Agenda 2030 der Vereinten Nationen zu unterstützen. Benannt wurde sie nach Herbert Quandt.

## Organisation

### Kuratorium und Vorstand
Seit August 2020 ist Nicolas Peter, ehemaliger Finanzvorstand der BMW AG, Vorsitzender des Kuratoriums der BMW Foundation Herbert Quandt. Zuvor war Joachim Milberg, ehemaliger Vorstandsvorsitzender der BMW AG, Kuratoriumsvorsitzender. Weitere Kuratoriumsmitglieder sind der Mitbegründer der Boston Consulting Group in Deutschland, Bolko von Oetinger; die Geschäftsführerin des Instituts für Demoskopie Allensbach, Renate Köcher; die Aufsichtsratsmitglieder der BMW AG Stefan Quandt und Norbert Reithofer; der Leiter der Konzernkommunikation der BMW Group, Maximilian Schöberl; der Intendant des Bayerischen Rundfunks, Ulrich Wilhelm; der ehemalige Aufsichtsratsvorsitzender der BMW AG, Joachim Milberg; Vorstand für Produktion der BMW AG, Milan Nedeljković; und Iris Knobloch, Präsidentin der Internationalen Filmfestspiele in Cannes. Ehrenmitglied des Kuratoriums ist Eberhard von Kuenheim, ehemaliger Vorstandsvorsitzender der BMW AG.
Den Vorstand der BMW Foundation Herbert Quandt bilden Heba Aguib und Heike  Schneeweis.

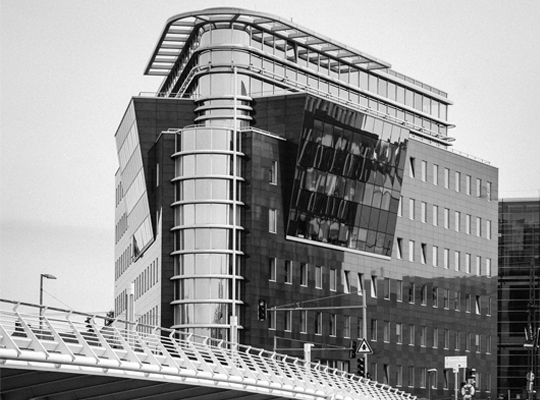
Standort Berlin

### Standorte
Die Mitarbeiter der BMW Foundation Herbert Quandt arbeiten an den Standorten Berlin und München.

### Geschichte
Anlässlich des 100-jährigen Unternehmensjubiläums im Jahr 2016 hat die BMW AG ihr gesellschaftliches Engagement ausgebaut. Seitdem bündeln die BMW Stiftung Herbert Quandt und die Eberhard von Kuenheim Stiftung der BMW AG ihre Aktivitäten mit dem Ziel, global noch mehr Wirkung zu entfalten.
Aus diesem Grund wurden die beiden Stiftungen personell und operativ in der BMW Stiftung Herbert Quandt zusammengeführt und die Kapitalausstattung der BMW Stiftung Herbert Quandt deutlich verbessert. Um der zunehmenden internationalen Ausrichtung der Stiftung Rechnung zu tragen, wurde die Stiftung 2017 in BMW Foundation Herbert Quandt umbenannt.
Herbert Quandt sicherte 1959 die Eigenständigkeit von BMW und legte damit den Grundstein für die erfolgreiche Entwicklung des Automobilkonzerns. In Würdigung seiner unternehmerischen Leistung gründete die BMW AG 1970 die BMW Stiftung Herbert Quandt.
30 Jahre später gründete die BMW AG zu Ehren ihres langjährigen Vorstands- und Aufsichtsratsvorsitzenden eine weitere Unternehmensstiftung, die Eberhard von Kuenheim Stiftung. Diese fördert weiterhin eigene Projekte.
Mit ihren Responsible-Leadership-Programmen, dem globalen Netzwerk sowie ihren wirkungsorientierten Investments will die BMW Foundation Herbert Quandt die nachhaltigen Entwicklungsziele der Agenda 2030 der Vereinten Nationen unterstützen. Im Verhältnis zwischen Stifterin und Stiftungen orientiert sie sich an den „Zehn Empfehlungen für gemeinnützige Unternehmensstiftungen“ des Bundesverbandes Deutscher Stiftungen.

## Zwecke und Ziele der Stiftung
Die BMW Foundation Herbert Quandt ist gemeinnützig und setzt ihre Ziele vorrangig operativ um. Deshalb ergreift sie selbst die Initiative in der Entwicklung und Durchführung von Programmen. Mit ihren Programmen will die Stiftung Führungskräfte weltweit inspirieren, ihre gesellschaftliche Verantwortung im Sinne der nachhaltigen Entwicklungsziele der Agenda 2030 der Vereinten Nationen wahrzunehmen.

### Themen
Im Jahr 2016 hat sich die BMW Foundation Herbert Quandt strategisch neu aufgestellt. Zuvor lagen die Schwerpunkte vor allem auf den Themen „Globaler Dialog“ und „Innovation und Gesellschaft“. Seit der Neuaufstellung sind die Schwerpunkte der Stiftung „Inspirieren, Vernetzen und Investieren“. Die BMW Foundation Herbert Quandt inspiriert Führungspersönlichkeiten dazu, ihr gesellschaftliches und politisches Engagement weiterzuentwickeln und vernetzt Führungspersönlichkeiten durch ihr Responsible-Leaders-Netzwerk. Zudem investiert die Stiftung in wirkungsorientierte Organisationen und fördert Venture Philanthropy.

### Schwerpunkte ab 2016

#### Responsible Leadership
Im Zentrum aller Aktivitäten der Stiftung steht „Responsible Leadership“. Die BMW Foundation Responsible Leaders sind internationale Führungspersönlichkeiten, die an einem der Hauptprogramme der Stiftung teilgenommen haben und sich in einem globalen Netzwerk für gesellschaftliche Veränderungen einsetzen wollen: Zum Beispiel, indem sie als Intrapreneur ihre Organisation umweltfreundlicher oder sozialer machen. Oder ihre Erfahrungen als Mentor für Schüler oder Beirat in einer NGO weitergeben oder als Sozialunternehmer im Hauptberuf neue Lösungsansätze für gesellschaftliche Herausforderungen finden wollen.

#### Beispielprogramme
- BMW Foundation Global Table

Das Format versammelt Entscheider aus Europa und den neuen Gestaltungsmächten zu einem sektoren- und generationsübergreifenden strategischen Dialog. Dabei sollen ein stärkeres Bewusstsein für gemeinsame Führungsverantwortung bei der Lösung globaler Herausforderungen geschaffen und gemeinsame Interessen ausgelotet werden.
- BMW Foundation European Table

Die BMW Foundation Herbert Quandt bietet Führungspersönlichkeiten eine Plattform, um darüber nachzudenken, wie sich die Europäische Union stärken lässt. Dabei bringt sie Menschen zusammen, die Verantwortung tragen und Verantwortung für die Zukunft der Europäischen Union übernehmen wollen. Die Dialogreihe schließt alle zwei Jahre mit dem Munich European Forum. Diese Konferenz bietet Teilnehmern eine große öffentliche Plattform in der bayerischen Landeshauptstadt, um ihre Ideen und Initiativen zu präsentieren, die im Rahmen der einzelnen European Tables entstanden sind.
- BMW Foundation Responsible Leaders Forum

Bei den BMW Foundation Responsible-Leaders-Foren reflektieren Menschen in Führungsverantwortung gemeinsam über ihre Rolle als Leader. Dabei teilen sie ihre Erfahrung und Expertise und lernen voneinander.
- World Responsible Leaders Forum

Das World Responsible Leaders Forum beschreibt die Stiftung als einen Höhepunkt ihrer Netzwerkarbeit. Dabei werden Responsible Leaders aus der ganzen Welt eingeladen, um sich zu vernetzen, gegenseitig zu inspirieren und ihr Engagement auszubauen.
- Global Pro Bono Summit

Jedes Jahr bringt die BMW Foundation gemeinsam mit der US-amerikanischen Taproot Foundation internationale Vermittler von Pro-bono-Dienstleistungen beim Global Pro Bono Summit zusammen. Ziel ist eine stärkere Verbreitung dieser Bewegung weltweit. Durch professionelles Ehrenamt (Pro bono) sollen gemeinnützige Organisationen in ihrer Arbeit gestärkt werden.
- Impact Session

Eine Impact Session ist ein flexibles und lösungsorientiertes Workshop-Format. Es bietet BMW Foundation Responsible Leaders die Möglichkeit, eine spezifische Herausforderung oder Fragestellung ihrer Organisation mit einem Kreis anderer engagierter Mitglieder des Netzwerks zu lösen.

#### Geförderte Projekte
- Transferis: Das Programm ermöglicht einen Austausch zwischen den zentralen Akteuren des Gesundheitswesens (Krankenkassen, Pharmaindustrie, Kassenärztliche Vereinigung, Politik und Krankenhauswesen) und vermittelt dadurch gegenseitiges Verständnis.[26]
- Generationsbrücke: Generationsbrücke initiiert regelmäßige, generationenübergreifende Begegnungen zwischen Kindergarten- sowie Schulkindern und Bewohnern in Altenpflegeeinrichtungen.[27][28]
- Box Girls und RespAct der CamP Group: Die Initiative Boxgirls bietet Boxtraining für Mädchen an. Sie sollen dadurch nicht nur Durchsetzungsvermögen aufbauen, sondern auch lernen, sich aktiv in die Gestaltung ihres Lebensumfelds einzubringen. Auch RespAct bietet Jugendlichen und Kindern Bildungsangebote, die sie befähigen, aktiv Einfluss auf ihre Gesellschaft zu nehmen und sich vor Gewalt zu schützen.[29]
- Magic Bus: Die indische NGO entwickelt Programme, die Kindern hilft, mit Bildung den Armutskreislauf zu durchbrechen.[30][31][32]
- Social Entrepreneurship Netzwerk Deutschland: Der Verein ist der Interessenverband der deutschen Sozialunternehmerbranche.[33]

### Schwerpunkte bis 2016

#### Globaler Dialog
Die BMW Foundation richtete ihr Augenmerk auf die Beziehungen zu den Nachbarländern und den Austausch über gemeinsame Werte und Interessen.
Zudem diskutierte sie die politischen, wirtschaftlichen und gesellschaftlichen Auswirkungen der Kräfteverschiebung hin zu neuen Gestaltungsmächten wie China, Brasilien und Indien.
Die Schwerpunkte lagen auf folgenden Themen:
- Europas Zukunft
- Europas Nachbarn
- Europa und die neuen Gestaltungsmächte

#### Innovation und Gesellschaft
Die BMW Foundation unterstützt die globale Verbreitung sozialer Innovationen in unterschiedlichen Zielgruppen. Dabei lagen die Schwerpunkte auf der Förderung von
- Sozialunternehmertum[36]
- Social Finance[37][38][39][40]
- Pro bono[41]
- Social Intrapreneurship[42]

#### Ehemalige geförderte Projekte
- Rock Your Life: Die Mentoring-Initiative stellt Schülern aus benachteiligten Familien Studenten als Mentoren zur Seite.[43]
- POC21: Das fünfwöchige Innovationscamp entwickelt Prototypen für ressourcen- und müllsparende Produkte. Die Baupläne und Anleitungen stehen im Anschluss als Open Source zum Nachbauen zur Verfügung.[44]
- Kiron Open Higher Education: Das Social Start-up bietet Flüchtlingen Zugang zu Hochschulbildung durch ein Online-Studienprogramm.[45]
- ProjectTogether: Das Sozialunternehmen ist einer der führenden Social Start-up Inkubatoren in Deutschland.[46]

### Arbeitsweise
Die Stiftung arbeitet sektorenübergreifend und kooperiert mit unterschiedlichen Institutionen, darunter Ministerien, Stiftungen, Thinktanks, sozialen Akteuren und Unternehmen. Als nationaler Treiber des Themas Social Finance setzt sie sich dafür ein, dass auch der Nonprofit-Sektor von professionellen Finanzdienstleistungen profitiert und neue Möglichkeiten für Investitionen in diesem Bereich entstehen. Durch die Kooperation mit Organisationen wie der EVPA will die Stiftung Themen wie Venture Philanthropie und Impact Investing in Europa auf die Agenda bringen. Das Engagement im Bereich Social Finance fand in enger Kooperation mit einer anderen Unternehmensstiftung der BMW AG statt, der Eberhard von Kuenheim Stiftung mit Sitz in München.
Um Pro bono in Deutschland bekannter zu machen, arbeitete die Stiftung unter anderem mit dem Berliner Sozialunternehmen Proboneo zusammen. Ziel war es, gemeinnützigen Organisationen Zugang zu professionellen Dienstleistungen von Fach- und Führungskräften zu verschaffen, die sie diese sonst nicht leisten könnten. Zudem veranstaltete die BMW Foundation gemeinsam mit US-amerikanischen Taproot Foundation das jährliche Global Pro Bono Summit, um die Bewegung auf internationaler Ebene voranzutreiben und Intermediären einen regelmäßigen Austausch zu ermöglichen. Als Gründungsmitglied der League of Intrapreneurs unterstützt die Stiftung weltweit die Social-Intrapreneurship-Bewegung. Dabei geht es um Menschen, die innerhalb von Konzernen, Regierungen und Verwaltungen Innovationen vorantreiben und sich für gesellschaftlichen Wandel einsetzen – etwa mit Blick auf Umweltschutz oder bessere Arbeitsbedingungen.

## Bundesverband Deutscher Stiftungen
Als Mitglied im Bundesverband Deutscher Stiftungen richtet die BMW Foundation ihre Arbeit an dessen „Grundsätzen guter Stiftungspraxis“ und an den im Frühjahr 2010 ergänzend formulierten „Zehn Empfehlungen für gemeinnützige Unternehmensstiftungen“ aus.

## Partnerschaften
Die BMW Foundation Herbert Quandt arbeitet international mit verschiedenen Akteuren aus allen Sektoren in unterschiedlichen Programmen zusammen. Partner sind u. a. Ashoka Deutschland, die Social Entrepreneurship Akademie, das Auswärtige Amt, European Venture Philanthropy Association, MitOst e. V., Impact Hub und verschiedene Stiftungen wie Robert Bosch Stiftung, Stiftung Mercator und Taproot Foundation. Die Stiftung ist eine der Trägerorganisationen der Bundesinitiative Impact Investing.